# Columba Marmion
Pour les articles homonymes, voir Marmion.
Le bienheureux Columba Marmion (à l'état civil: Joseph Louis Marmion), né le 1er avril 1858 à Dublin (Irlande) et décédé le 30 janvier 1923 à l'abbaye de Maredsous (Belgique), est un moine bénédictin irlandais, auteur spirituel et 3e abbé de Maredsous. Il a été béatifié par Jean-Paul II le 3 septembre 2000.

## Biographie

### Jeunesse et entrée à Maredsous
Né de père irlandais et de mère française dans une famille nombreuse très religieuse (trois de ses sœurs deviendront religieuses), il reçoit le prénom de Joseph à son baptême. Séminariste à 16 ans, il termine ses études de théologie à Rome au Collège de la Propagande de la Foi et est ordonné prêtre en 1881.
Sur le chemin de retour, il passe par Maredsous, en Belgique, un monastère récemment fondé (en 1872) par des moines venus de l'abbaye de Beuron en Allemagne : il souhaite y rester. Mais son évêque, en Irlande, refuse et le nomme vicaire à Dundrum, au sud de Dublin, puis professeur de philosophie au Grand Séminaire de Holy Cross (de 1882 à 1886) - il y avait lui-même fait ses études - où il s'initie à la direction spirituelle.

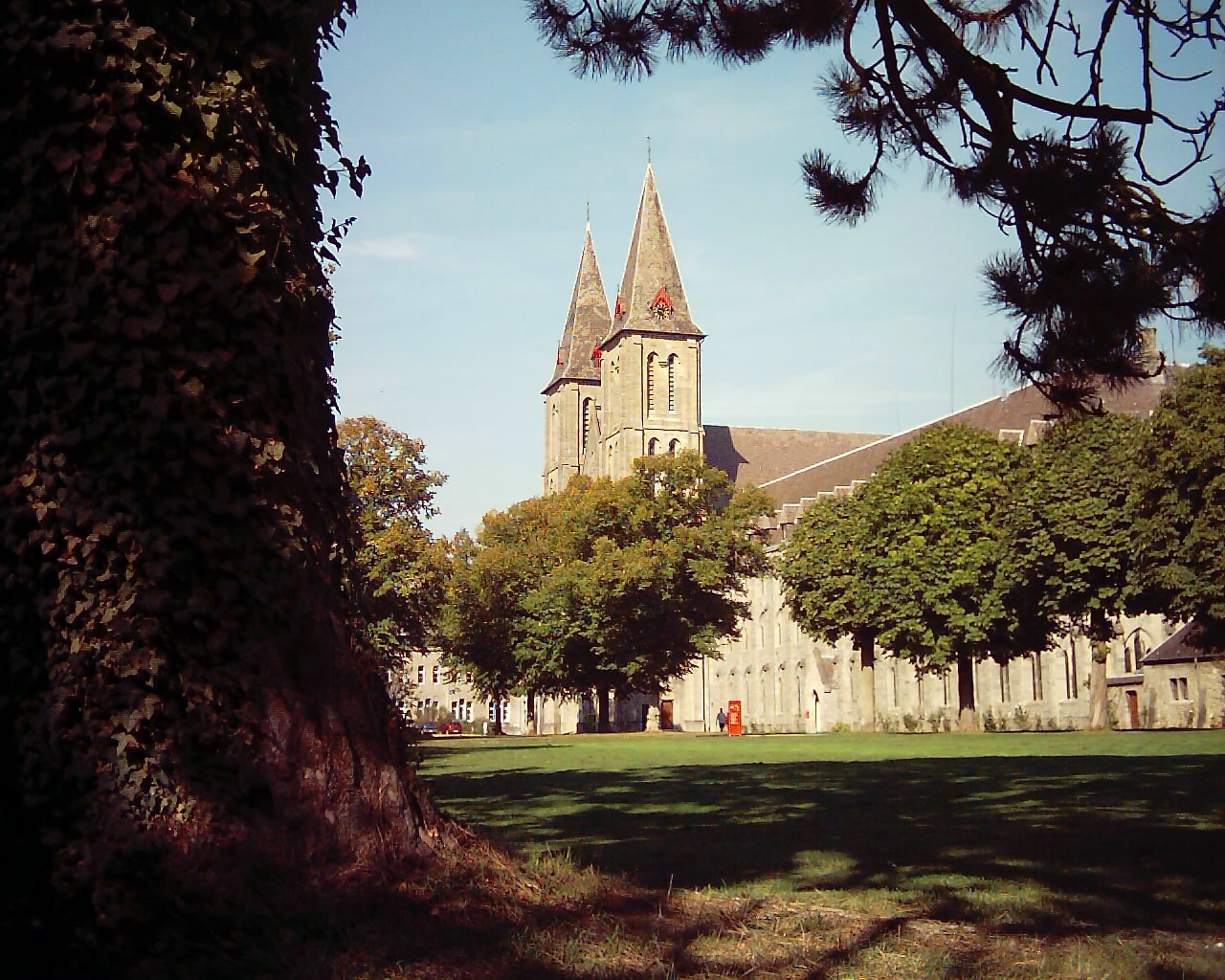
L'abbaye de Maredsous et son église.

Toutefois, il finira par rejoindre Maredsous en 1886 muni de l'approbation de son archevêque. Ses débuts y furent laborieux, il avait 30 ans, était prêtre, il dut s'habituer à une langue et à des coutumes qui lui étaient étrangères. 
Après sa profession solennelle le 10 février 1891, Columba dut seconder le Maître des novices, avec lequel il s'entendait plutôt mal, outre la prédication à assurer dans des paroisses alentour.

### Prieur du Mont César à Louvain
En 1899 il est envoyé comme prieur au Mont-César de Louvain. Il est investi de lourdes responsabilités : direction des jeunes moines dans leurs études et enseignement comme professeur de théologie, aide spirituelle d'autres couvents (notamment de religieuses carmélites), soutien à l'entrée dans l'Église catholique romaine des communautés monastiques anglicanes du sud de l'Angleterre (Caldey et Milford Haven). Il participe ainsi à la fondation de l'abbaye et prêche des retraites en Belgique et au Royaume-Uni. Il devient aussi le confesseur du futur cardinal Mercier. 

### Abbé de Maredsous
En 1909, l'abbé de Maredsous, Dom Hildebrand de Hemptinne, renonce à sa charge : depuis qu'il avait été nommé par Léon XIII comme premier abbé-primat de la Confédération bénédictine (le 28 septembre 1893), celui-ci cumulait les deux fonctions, tout en résidant à Rome. Dom Marmion est alors élu pour lui succéder comme 3e abbé de Maredsous, à la tête d'une communauté d'une centaine de moines, avec deux écoles et des publications, en particulier la Revue bénédictine. Il adopte pour devise : « Plutôt servir que dominer », phrase tirée de la Règle de saint Benoît (chapitre 64). Sous son abbatiat, le monastère connaît un grand rayonnement spirituel et intellectuel. Les vocations affluent. Mais Dom Marmion ne se désintéresse pas des questions temporelles. Ainsi, il fait équiper l'abbaye du courant électrique et du chauffage central, choses rares à l'époque dans les monastères.

### Monastère et le Katanga
Le gouvernement belge avait demandé aux moines de Maredsous de prendre en charge la mission du Katanga. L'esprit missionnaire de Dom Marmion n'aurait sans doute pas hésité, mais la communauté préféra se consacrer à la recherche et à la promotion des sources de la foi, plutôt que de se lancer dans une évangélisation directe.
Toutefois, Dom Marmion prêtera une aide efficace à cette mission, prise en charge par l'abbaye de Saint André à Bruges.

### Guerre 1914-1918
Lorsque éclate la guerre de 1914, Dom Columba, craignant la réquisition de ses jeunes novices, les envoie en Irlande tandis que lui-même continue son activité de prédicateur et de directeur spirituel. Il écrit à un jeune qui se prépare à l'ordination : « La meilleure des préparations à l'ordination est de vivre chaque jour dans l'amour, partout où l'obéissance et la Providence nous placent. »
Toutefois, la maison irlandaise, établie à Edermine, ne lui donne pas toute satisfaction, l'attitude des jeunes novices le désole : « ... J'ai essayé de les gagner par la constance et la prière, mais jusqu'à présent sans succès. Ils sont bons, mais pleins de confiance en eux-mêmes... Ils opposent la lettre du Droit Canon à l'esprit de la Sainte Règle ». La maison d'Edermine sera d'ailleurs fermée en 1920.

### Monastère de Jérusalem
Après la guerre, la nécessité de remplacer les moines allemands de la congrégation de Beuron, chassés de leur monastère de la Dormition à Jérusalem, fait rêver Dom Marmion à une fondation en Terre sainte. Malgré ses efforts et les appuis dont il bénéficie, ce rêve ne se réalisera pas et les moines allemands reviendront à la Dormition.

### Dernières années
Avec le cardinal Mercier, son ami et confident, il est très présent sur la scène religieuse belge et internationale. La longue visite que lui fait en 1920, à Maredsous, la reine Élisabeth est un témoignage de son influence. Son rayonnement est à l'apogée, malgré sa fatigue et un état de santé précaire.
En septembre 1922, il remplace l'évêque de Namur pour le pèlerinage diocésain au sanctuaire de Lourdes. En octobre de la même année, il préside aux fêtes du cinquantenaire de Maredsous (qu'il aura dirigé pendant 35 ans).
Il succombe à la grippe, le 30 janvier 1923, et s'éteint en son monastère en murmurant « Jésus, Marie ». 

## Béatification
Rapidement, on lui attribue faveurs et miracles, ce qui a justifié, en 1963, le transfert de son corps en l'église abbatiale de Maredsous et la reconnaissance par l'Église du caractère miraculeux d'une guérison obtenue sur sa tombe.
Dom Columba Marmion a été béatifié le 3 septembre 2000 à Rome par saint Jean-Paul II, en même temps que :
- Jean XXIII, mort en 1963
- Pie IX, mort en 1878
- Tommaso Reggio, archevêque de Gênes, mort en 1901
- L'abbé Guillaume-Joseph Chaminade, mort en 1850

Lors de la cérémonie de béatification, le pape Jean-Paul II a déclaré : 
« Il nous a légué un authentique trésor d'enseignement spirituel pour l'Église de notre temps. Dans ses écrits, il enseigne un chemin de sainteté, simple et pourtant exigeant, pour tous les fidèles, que Dieu, par amour, a destinés à être ses fils adoptifs dans le Christ Jésus... Puisse une vaste redécouverte des écrits spirituels du bienheureux Columba Marmion aider les prêtres, les religieux et les laïcs à croître dans l'union avec le Christ et Lui apporter un témoignage fidèle à travers l'amour ardent de Dieu et le service généreux à leurs frères et sœurs »
« Puisse le Bienheureux Columba Marmion nous aider à vivre toujours plus intensément et à comprendre toujours plus profondément notre appartenance à l'Église, corps mystique du Christ ! »
Liturgiquement la commémoration du bienheureux Columba Marmion se fait le 3 octobre. Le postulateur à Rome de sa cause de canonisation est Mgr Joseph Murphy.

## Écrits
Grâce à Dom Raymond Thibaut, son secrétaire, l'enseignement oral de Dom Marmion a été conservé sous la forme de trois livres : 
- Le Christ, vie de l'âme, paru en 1917
- Le Christ en ses mystères, paru en 1919
- Le Christ, idéal du moine, paru en 1922.

Cette trilogie se range dès les années 1930 parmi les classiques de la spiritualité chrétienne et se diffuse rapidement. 
- Environ 1700 lettres, et un recueil destiné aux religieuses cloîtrées auxquelles il a souvent donné des retraites spirituelles.

Commentaire sur l'Évangile selon saint Jean (Jn 3, 1-8)
Quand l'Esprit Saint vient sur nous

« « Je vous enverrai l'Esprit Saint ; lui-même vous rappellera tout ce que je vous ai dit » (cf. Jn 14, 26). L'Esprit de vérité nous « rappelle les paroles » de Jésus. Qu'est-ce que cela signifie ? Quand nous contemplons les actions du Christ Jésus, ses mystères, il arrive qu'un jour telle parole, que nous avons maintes fois lue et relue sans qu'elle nous ait particulièrement frappés, prend tout à coup un relief surnaturel que nous ne lui connaissions pas auparavant ; c'est un trait de lumière, que l'Esprit Saint fait soudain jaillir du fond de l'âme ; c'est comme la révélation subite d'une source de vie jusque-là insoupçonnée ; c'est comme un horizon nouveau, plus étendu, qui s'ouvre devant les yeux de l'âme ; c'est comme un monde caché que l'Esprit nous découvre. Cette parole divine, l'Esprit Saint, que la liturgie appelle « le doigt de Dieu », la grave, la burine dans l'âme ; elle y demeure toujours pour être une lumière et un principe d'action ; si l'âme est humble et attentive, cette parole divine y fait son œuvre, silencieuse mais féconde. »

— Bx Columba Marmion. Le Christ, Vie de l'âme, éd. de Maredsous, 1949, p. 416.
Citations
- « En toute âme, trois esprits tendent à la maîtrise, écrira plus tard Dom Marmion : l'esprit de fausseté et de blasphème qui, depuis le commencement, suggère toujours le contraire de ce que Dieu souffle à l'oreille ; l'esprit du monde, qui nous incline à juger des choses selon les désirs des sens et la prudence charnelle, or la prudence de ce monde est folie auprès de Dieu (cf. 1 Co 3, 19); enfin, il y a l'Esprit de Dieu, qui nous inspire toujours d'élever nos cœurs au-dessus de la nature, et de vivre de la foi. Cet Esprit nous remplit alors de paix et de joie, et produit en nous les fruits dont parle saint Paul (cf. Ga 5, 22). L'Esprit de Dieu, alors même qu'Il nous adresse des reproches ou nous incline à la confusion pour nos péchés, remplit toujours l'âme de paix et de confiance filiale en notre Père céleste. Les autres esprits dessèchent notre âme... nous jettent dans l'abattement et le découragement. »

- « Avant d'être moine, je ne pouvais, aux yeux du monde, faire plus de bien que je n'en faisais là où je me trouvais. Mais j'ai réfléchi, j'ai prié et j'ai compris que je ne serais sûr d'accomplir toujours la volonté de Dieu qu'en pratiquant l'obéissance religieuse. J'avais tout ce qu'il me fallait pour ma sanctification, à l'exception d'un seul bien: celui de l'obéissance. C'est la raison pour laquelle j'ai quitté ma patrie, renoncé à ma liberté et à tout... J'étais professeur, j'avais, très jeune encore, ce qu'on appelle une belle situation, du succès, des amis qui m'étaient fort attachés; mais je n'avais pas l'occasion d'obéir. Je me suis fait moine parce que Dieu m'a révélé la beauté et la grandeur de l'obéissance. »

- « Je suis convaincu, et cela par expérience, que ce n'est pas par la discussion, mais par la bonté qu'on gagne ou qu'on ramène les âmes. Ce n'est pas en voulant convaincre quelqu'un de son tort qu'on le gagne, mais bien en lui montrant la vérité avec douceur et bienveillance. »